# Grates Cove
Grates Cove is een dorp en local service district in de Canadese provincie Newfoundland en Labrador. De plaats bevindt zich aan de oostkust van het eiland Newfoundland.

## Geschiedenis
In 1987 kreeg Grates Cove voor het eerst beperkt lokaal bestuur doordat de plaats een local service district werd.

## Geografie
Grates Cove ligt aan de noordelijke kaap van Bay de Verde, waardoor het tegelijk de meest noordelijk gelegen plaats van het schiereiland Avalon is. Grates Cove ligt 4,5 km ten noordnoordoosten van Daniel's Cove en 4,5 km ten noordnoordwesten van Red Head Cove, de twee dichtstbij gelegen plaatsen.

## Demografie
Demografisch gezien is de designated place Grates Cove, net zoals de meeste kleine dorpen op Newfoundland, aan het krimpen. Tussen 1991 en 2016 daalde de bevolkingsomvang van 270 naar 127. Dat komt neer op een daling van 53,0% in 25 jaar tijd. In de periode 2016–2021 was er echter opnieuw een aanzienlijke stijging.
| Demografische ontwikkeling van Grates Cove tussen 1991 en 2021  |
| --------------------------------------------------------------- |
|                                                                 |
| Bron: Statistics Canada (1991–1996, 2001–2006, 2011–2016, 2021) |

## Murenlandschap
Grates Cove, gesticht in 1790, bevindt zich te midden van een murenlandschap dat bestaat uit een combinatie van zowel gegooide als gestapelde stenen muren. Het gebied van 60,7 hectare wordt gekenmerkt door talrijke ommuurde moestuinen verspreid over de rotsachtige en boomloze landtong aan de kaap van het schiereiland Bay de Verde. Rotsen en keien werden uit stukken relatief vruchtbare bodem gehaald en daarna eromheen gestapeld of gegooid. Dit niet alleen om de grond beter te kunnen bewerken, maar tegelijk om de tuintjes te beschermen van de wind en van foeragerende dieren.
Het is een landschap geassocieerd met een landgebruikspraktijk die weinig waarde hecht aan de formaliteiten van landeigendom en die de gezamenlijke inspanningen van de gemeenschap vereist om te bouwen en te onderhouden. Dit valt binnen de context van een maatschappij die vrijwel volledig gericht was op de zee en de visserij. Het systeem van gedeelde eigendom en informele overdracht van land dankt zijn oorsprong aan Ierland, het geboorteland van veel van de oorspronkelijke kolonisten.
Vrijwel nergens zijn er nog goed zichtbare sporen van dit ooit relatief veel op Newfoundland voorkomende systeem van landmanagement bewaard gebleven. Daarom werd het Walled Landscape of Grates Cove in 1995 erkend als een National Historic Site of Canada.

## Galerij

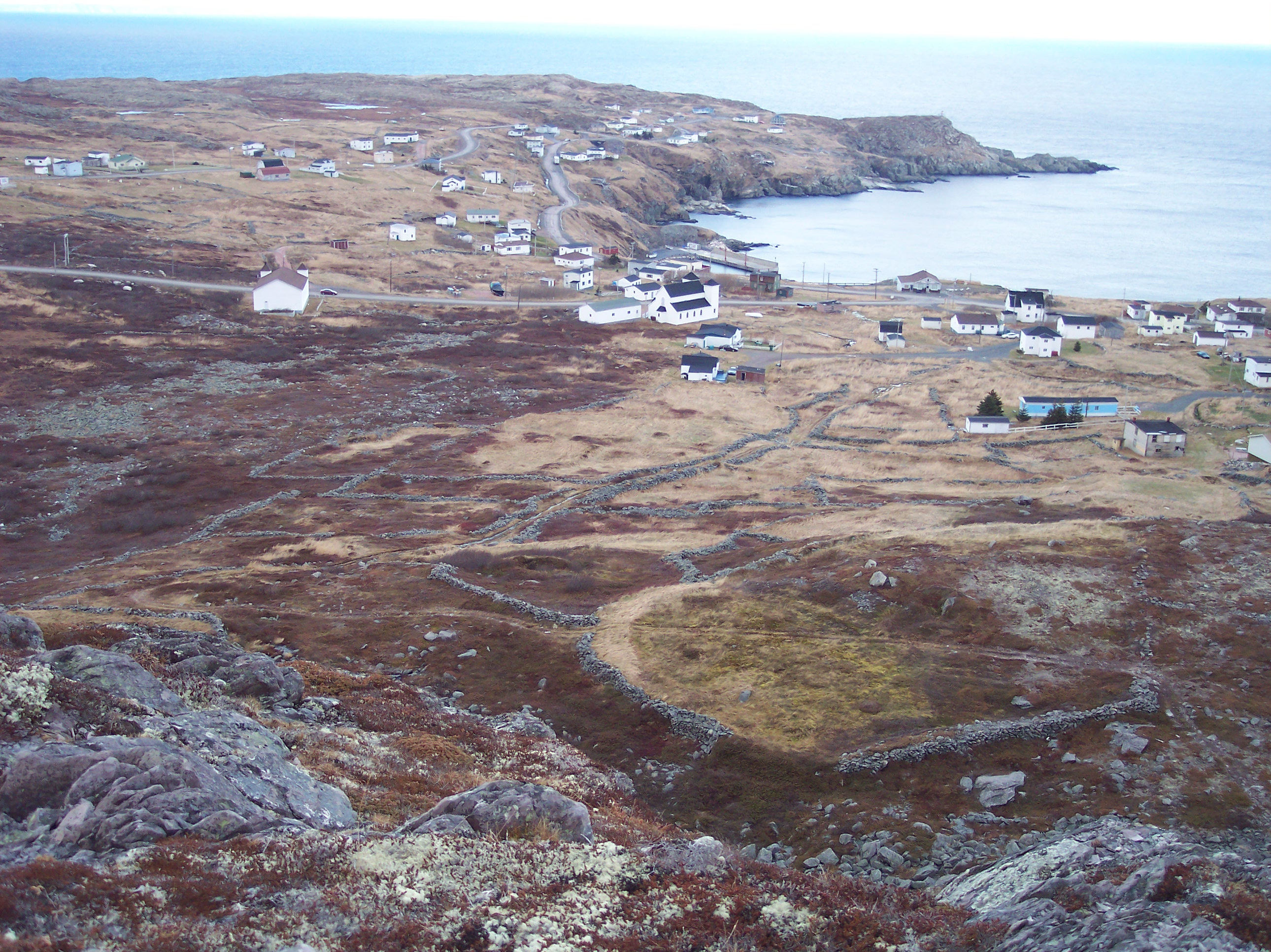
Zicht op het dorp Grates Cove met in de voorgrond een deel van het murenlandschap
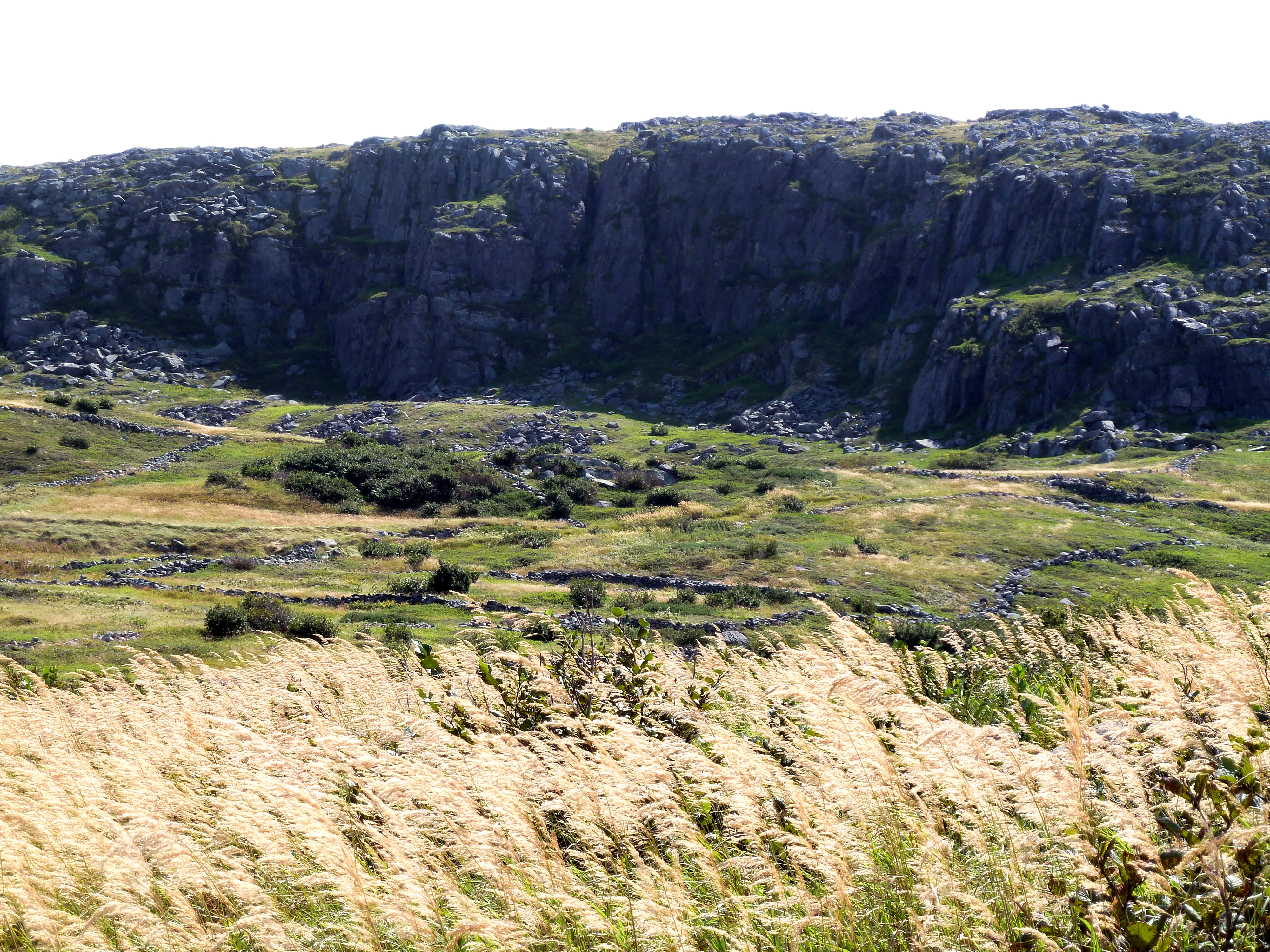
Overblijfselen van het murenlandschap aan de rand van een hoge klif